# World of Warcraft: Cataclysm
World of Warcraft: Cataclysm is de derde uitbreiding op de MMORPG World of Warcraft. Deze uitbreiding werd op 21 augustus 2009 aangekondigd op BlizzCon 2009 te Anaheim door Chris Metzen en kwam uit op 7 december 2010.

## Overzicht
Met Cataclysm (vert. 'Natuurramp') kunnen spelers hun karakter opnieuw opschalen naar het maximumlevel 85. De twee hoofdcontinenten, Kalimdor en Eastern Kingdom, zijn opnieuw ontworpen met een aantal nieuwe gebieden. Er zijn bijna 3500 nieuwe queesten toegevoegd in het spel samen met nieuwe startqueesten. Er zijn 10 nieuwe kerkers (Dungeons) en 5 nieuwe invallen (Raids). Ook een nieuwe, secundaire vaardigheid (secondary skill) is toegevoegd: archeologie (Archaeology). Het glyph-systeem is vanaf nu met drie types van glyphs: Prime, Major, Minor.
De nieuwe rassen zijn de Worgen en goblins. Er kunnen meer classes kunnen worden gespeeld bij verschillende rassen. De belangrijkste steden Orgrimmar en Stormwind zijn aangepast. Spelers kunnen vanaf level 10 een talentpunt (Talent Tree) kiezen, vervolgens op level 11, en daarna om de 2 levels tot level 80. Van level 81 tot 85 is er op elk speelniveau een talentpunt. Dit systeem werd grondig gewijzigd met World of Warcraft: Mists of Pandaria.

## Plot en inhoud
Deathwing, wiens originele naam Neltharion the Earth-Warder is, was verloofd met de dochter van King Terenas, vader van Arthas, maar deze relatie kwam tot een einde na Deathwing zijn verdwijning. Sinestra is een trouwe en goede vriend van Nefarian, en Deathwing vond het leuk Neferian een slechte naam te bezorgen dus paarde hij met Sinestra. Hierdoor heeft Sinestra voor de rest van haar leven constante pijn door de wonden van klauwen. Wrathion werd de zoon van Deathwing, maar zijn achtergrond is onbekend. Hij faalde met zijn aanval en liep grote wonden op toen hij de Dragon Soul wilde gebruiken tegen Azeroth. De Dragon Soul heeft Deathwing zijn borstkas gebroken en zijn hart blootgelegd. Deathwing is gebroken en overal kwam vuur en lava uit. Deathwing heeft zich jarenlang verscholen in een land onder de grond van Azeroth, Deepholm, zodat hij weer kon genezen van de wonden die hij had opgelopen. Tijdens de genezing van Deathwing moeten de leden van de Twilight's Hammer hem helpen door dikke Elementium-platen op zijn lichaam te plaatsen, zodat zijn lichaam bij elkaar blijft en een Dragon Aspect blijft.
De kwaadaardige draak Deathwing the Destroyer keert terug naar Azeroth en brengt een natuurramp teweeg waardoor Azeroth wordt vernietigd. De inwoners van Azeroth noemen dit de verbrijzeling (The Shattering). Oude vijanden zoals Ragnaros schieten te hulp. Deathwings is van plan om heel Azeroth in de as te leggen. Vanwege de natuurramp heeft de leider van de Horde (Warchief of the Horde), Thrall, zich ontdaan van zijn plicht. De Horde en de Alliance zijn terug in een conflict aangezien de nieuwe leider van de Horde, Garrosh Hellscream, alleen maar oorlog wil in plaats van zijn volk te beschermen tegen Deathwing.
Nefarian heeft gefaald in het heersen over de wereld. Deathwing heeft hem opnieuw tot leven gewekt zodat hij voor Deathwing vecht en loyaal aan hem is. Ook Sinestra vecht aan de zijde van Deathwing aangezien ze een paar zijn.

### Omgeving
Azeroth was nadat Deathwing de Dragon Soul probeerde te stelen, maar faalde en werd gebruikt door de Black Dragonflight om de Well of Eternity te breken tegen Sargeras ontstaan naar hoe we de wereld nu kennen. Door de vernietiging van Dragon Soul brak het continent apart en was er Eastern Kingdom en Kalimdor met 2 onbekende delen die pas later werden ontdekt. Deathwing was volledig herstelt van zijn wonden en was klaar de wereld te heersen. Hij bracht in de meeste landschappen vernietiging aan waardoor een tsunami ontstond in het Zuiden van Kalimdor, de dam van Azeroth brak en in het hartje van Kalimdor er een grond verscheuring ontstond.
Een van de belangrijkste kenmerken van Cataclysm is de herinrichting van de continenten, Eastern Kingdom en Kalimdor die geïntroduceerd werd met de lancering van World of Warcraft in 2004. Met het allereerste game design was het niet mogelijk om te kunnen vliegen met flying mounts in de ouderwetse zones, is het nu mogelijk dat spelers er kunnen vliegen. Men kan nog steeds niet vliegen in de startgebieden van de Blood Elves en de Draenei. Elke zone heeft een eigen verhaallijn die kan worden onderzocht door de nieuwe quests.

## Gameplay

### Goblin
Een Goblin in World of Warcraft is een neutraal ras dat ongeveer even groot is als een dwerg. Goblins bestaan al duizenden jaren in Azeroth, maar ze leven op kleine eilanden. Goblins hebben een erg goede technologie waardoor andere rassen in Azeroth denken dat het tovenarij is. De oorlog tussen de Alliance en de Horde maakt voor de goblins niks uit. Toch hebben de Goblins van de Bilgewater Cartel een goede band met de Orcs. Tijdens de oudere oorlogen hebben de Goblins zich opgeofferd zodat de Orcs veilig thuis konden geraken.
Zodra Deathwing weer tevoorschijn kwam in Azeroth hebben de Goblins moeten vluchten uit hun thuisland. Ze zochten hulp bij de Alliance en de Horde. De Alliance wou geen band met de Goblins van de Bilgewater Cartel, maar de Horde daarentegen wel.

### Worgen
De Worgen leefden lang in een verborgen stad genaamd Gilneas. Omdat Worgen op mensen en wolven lijken horen ze bij het ras van de weerwolven. Ze zijn alleen in de nacht actief en besluipen hun vijand eerst voor ze aanvallen. Nadat Deathwing tevoorschijn kwam heeft hij Gilneas overhoop gehaald. De Worgen zochten een weg uit de stad en dat is hun gelukt. Al snel zochten ze hulp bij de Alliance. De Alliance stemde toe dat ze vanaf nu bij hen horen. Sindsdien vechten Worgen tegen de Horde.

## Aankondiging en ontwikkeling
In februari 2010 heeft Mike Morhaime vrijgegeven dat Cataclysm in 2010 wordt uitgebracht.
Op 3 mei 2010 werd naar buiten gebracht dat de alpha-fase is begonnen voor het testen.
Op 30 juni 2010 zijn de eerste Beta-keys vrijgegeven aan de spelers die zich hiervoor hebben ingeschreven via hun Battle.net-account. De beta-versie had veel fouten.
In augustus 2010 kondigde Blizzard de World of Warcraft: Cataclysm Collector's Edition aan.
Op 7 september 2010 (8 september in Europa) werden de eerste Cataclysm-wijzigingen online gebracht. Spelers konden de nieuwe queesten in de startgebieden bespelen.
Een paar dagen later werd de eerste Patch 4.0.1 online gebracht op de PTR.
Op 30 september schatte de gamenieuwssite MMO-Champion in dat het spel zou worden uitgebracht op 7 december 2010.
Op 4 oktober kondigde Blizzard aan dat Cataclysm zou worden uitgebracht op 7 december 2010. Op die dag (live 12:01 AM PST) werden de eerste exemplaren van verkocht.

## Patch geschiedenis
Patch 4.0.1: Werd gelanceerd op 12 oktober 2010 genaamd "Cactaclysm Systems Patch" en was een voorbereiding op alle veranderingen in het spel.
- Een vernieuwing van het talenten systeem
- Klas veranderingen
- "Reforging" van items
- Nieuwe glyphs
- "User Interface" updates
- De graphics werden verbeterd

Patch 4.03a: Werd gelanceerd op 23 november 2010 genaamd "The Shattering" waarbij Deathwing's terugkeer de wereld drastisch veranderde. Het introduceert nieuwe quests voor levels 1 t.e.m. 60.
Ook werd de World of Warcraft: Cataclysm trailer gebruikt en de nieuw login pagina gewijzigd.
Patch 4.1: Werd gelanceerd op 26 april 2011 genaamd "Rise of the Zandalari". De veranderingen waren vooral de twee nieuwe Heroic dungeons, die vroeger level 60 raids waren. Zul'Aman en Zul'Gurub zijn de nieuwe 5 man heroic dungeons. De nieuwe content gaat over de Zandalari Trolls.
Patch 4.2: Werd gelanceerd op 28 juni 2011 genaamd "Rage of the Firelands". De nieuwe toevoegingen waren nieuwe daily quests in de Mount Hyjal zone en een nieuwe 10 man en 25 man raid, namelijk Firelands, waarbij men het gevecht aangaat tegen Ragnaros. Ook was er een nieuwe legendarische wapen: Dragonwrath, Tarecgosa's Rest. In de user interface kwam ook een Dungeon Journal, waarbij spelers elke dungeon en raid konden bekijken met de map, de bosses en de loots. Later werd dit mogelijk gemaakt voor elke raid en dungeon en niet voor de Cataclysm raids en dungeons.
Patch 4.3: Werd gelanceerd op 29 november 2011 genaamd "Hour of Twilight" als laatste patch van Cataclysm. De nieuwe toevoegingen zijn Transmogrification, waarbij spelers hun gear een andere look kunnen geven maar de statistieken behouden. Een nieuwe raid werd hierbij toegevoegd, Dragon Soul, dat de laatste raid zou zijn van de expansie. Dragon Soul heeft 7 bosses maar men vecht 8 keer. De laatste twee is tegen Deathwing zelf. De nieuwe raid kwam met een derde, makkelijkere optie voor groepen die gevormd worden door middel van Raid Finder (zoals Dungeon finder). Drie nieuwe 5 man heroic dungeons waren er ook nog bij toegevoegd: End Time, Well of Eternity en Hour of Twilight. Deze zijn toeganklijk via de Caverns of Time, gelokaliseerd in Tanaris.
Ook kreeg de maandelijkse week lang durende Darkmoon Faire zijn eigen zone. Ook werden er weer nieuwe legendarische wapens toegevoegd. Ditmaal daggers die alleen door rogues kunnen worden gedragen na het voltooien van een serie questen en taken.